# بخش مرکزی شهرستان املش
بخش مرکزی شهرستان املش یکی از بخش‌های شهرستان املش در استان گیلان در شمال ایران است.

## تقسیمات کشوری
- بخش مرکزی شهرستان املش
  - دهستان املش جنوبی
  - دهستان املش شمالی

شهر: املش

## جمعیت
بنابر سرشماری مرکز آمار ایران، جمعیت بخش مرکزی شهرستان املش در سال ۱۳۹۵ برابر با ۲۸۴۲۱ نفر بوده‌است.